# Liste der denkmalgeschützten Objekte in Liptovský Hrádok
Die Liste der denkmalgeschützten Objekte in Liptovský Hrádok enthält die 25 nach slowakischen Denkmalschutzvorschriften geschützten Objekte in der Gemeinde Liptovský Hrádok im Okres Liptovský Mikuláš.

## Denkmäler
| Foto |                 | Denkmal / č. ÚZPF                                  | Standort / Konskr. Nr.                                              | Offizielle Beschreibung                      | Beschreibung                                                       | Metadaten                                                                   |
| ---- | --------------- | -------------------------------------------------- | ------------------------------------------------------------------- | -------------------------------------------- | ------------------------------------------------------------------ | --------------------------------------------------------------------------- |
| ja   | Datei hochladen | Kirche(sk) ObjektID: 505-309/0                     | 155 Standort KG: Dovalovo Konskr.Nr.: 155                           | r.k.sv.Martina                               | römisch-katholische Kirche St. Martin                              | č. NKP: 505-309/0 Stand des NKP: 2012-02-08 Name: KOSTOL                    |
| ja   | Datei hochladen | Gedenkstätte mit Tafel(sk) ObjektID: 505-403/0     | KG: Liptovský Hrádok Konskr.Nr.:                                    | SNP;Pomník v Červenom kúte                   | für den Nationalaufstand, das Denkmal "in der roten Ecke"          | č. NKP: 505-403/0 Stand des NKP: 2012-02-08 Name: MIESTO PAMÄTNÉ S PAM.TAB. |
| ja   | Datei hochladen | Gleise(sk) ObjektID: 505-2870/1                    | KG: Liptovský Hrádok Konskr.Nr.:                                    | úzkorozchodná;Čiernovážska želez.            | der Čiernovážska Schmalspurbahn                                    | č. NKP: 505-2870/1 Stand des NKP: 2012-02-08 Name: KOĽAJ                    |
| ja   | Datei hochladen | Glockenturm(sk) ObjektID: 505-321/1                | 6 Standort KG: Liptovský Hrádok Konskr.Nr.: 6                       | murovaná;Maša-klopačka                       | Ziegel; ?                                                          | č. NKP: 505-321/1 Stand des NKP: 2012-02-08 Name: ZVONICA                   |
| ja   | Datei hochladen | Gefängnis(sk) ObjektID: 505-321/2                  | 3 Standort KG: Liptovský Hrádok Konskr.Nr.: 3                       | murovaná;Maša-vážnica                        | Ziegel; ?                                                          | č. NKP: 505-321/2 Stand des NKP: 2012-02-08 Name: VÁŽNICA                   |
| ja   | Datei hochladen | Burg(sk) Burg Liptovský Hrádok ObjektID: 505-318/1 | 28 Standort KG: Liptovský Hrádok Konskr.Nr.: 28                     | ruina;Nový hrad                              | Ruine, neues Schloss                                               | č. NKP: 505-318/1 Stand des NKP: 2012-02-08 Name: HRAD                      |
| ja   | Datei hochladen | Schloss(sk) ObjektID: 505-318/2                    | 404 Standort KG: Liptovský Hrádok Konskr.Nr.: 404,1559              |                                              |                                                                    | č. NKP: 505-318/2 Stand des NKP: 2012-02-08 Name: KAŠTIEĽ                   |
| ja   | Datei hochladen | Park(sk) ObjektID: 505-318/3                       | Standort KG: Liptovský Hrádok Konskr.Nr.:                           |                                              |                                                                    | č. NKP: 505-318/3 Stand des NKP: 2012-02-08 Name: PARK                      |
| ja   | Datei hochladen | Verwaltungsgebäude(sk) ObjektID: 505-11535/0       | Partizánska ul. 4 Standort KG: Liptovský Hrádok Konskr.Nr.: 153     | solitér;soľný úrad, meďný úrad               | Salzamt, Amt für Kupfer (Bergbau)                                  | č. NKP: 505-11535/0 Stand des NKP: 2012-02-08 Name: BUDOVA ADMINISTRATÍVNA  |
| ja   | Datei hochladen | Statuengruppe(sk) ObjektID: 505-2617/0             | Pod lipami ul. Standort KG: Liptovský Hrádok Konskr.Nr.:            | Panna Mária,Kristus-Pieta;súsošie Piety      | Pieta                                                              | č. NKP: 505-2617/0 Stand des NKP: 2012-02-08 Name: SÚSOŠIE                  |
| ja   | Datei hochladen | Schule(sk) ObjektID: 505-320/1                     | Pod lipami ul. 11 Standort KG: Liptovský Hrádok Konskr.Nr.: 77,71   | lesnícka;lesnícka škola                      | Forstschule                                                        | č. NKP: 505-320/1 Stand des NKP: 2012-02-08 Name: ŠKOLA                     |
| ja   | Datei hochladen | Arboretum(sk) ObjektID: 505-320/2                  | (Pod lipami ul.)? Standort KG: Liptovský Hrádok Konskr.Nr.:         | Hrádocké arborétum                           | Arboretum Hrádok                                                   | č. NKP: 505-320/2 Stand des NKP: 2012-02-08 Name: ARBORÉTUM                 |
| ja   | Datei hochladen | Kirche(sk) ObjektID: 505-320/3                     | Pod lipami ul. 7 Standort KG: Liptovský Hrádok Konskr.Nr.: 76       | r.k.Navštívenia P.M.;kostol Navštívenia P.M. | römisch-katholische Kirche Mariä Heimsuchung                       | č. NKP: 505-320/3 Stand des NKP: 2012-02-08 Name: KOSTOL                    |
| ja   | Datei hochladen | Verwaltungsgebäude(sk) ObjektID: 505-320/4         | Pod lipami ul. 20 Standort KG: Liptovský Hrádok Konskr.Nr.: 103     | radová                                       | Reihenhaus                                                         | č. NKP: 505-320/4 Stand des NKP: 2012-02-08 Name: BUDOVA ADMINISTRATÍVNA    |
| ja   | Datei hochladen | Pfarrhof(sk) ObjektID: 505-320/6                   | Pod lipami ul. 15 Standort KG: Liptovský Hrádok Konskr.Nr.: 79      | r.k.                                         | römisch-katholische Pfarrei                                        | č. NKP: 505-320/6 Stand des NKP: 2012-02-08 Name: FARA                      |
|      | Datei hochladen | Deputatshaus(sk) ObjektID: 505-320/7               | Pod lipami ul. 17 KG: Liptovský Hrádok Konskr.Nr.: 80               | murovaný                                     | Ziegel                                                             | č. NKP: 505-320/7 Stand des NKP: 2012-02-08 Name: DOM DEPUTÁTNY             |
| ja   | Datei hochladen | Deputatshaus(sk) ObjektID: 505-320/8               | Pod lipami ul. 19 Standort KG: Liptovský Hrádok Konskr.Nr.: 81,75   | radový,prejazdový                            | Reihenhaus, Durchfahrt                                             | č. NKP: 505-320/8 Stand des NKP: 2012-02-08 Name: DOM DEPUTÁTNY             |
| ja   | Datei hochladen | Deputatshaus(sk) ObjektID: 505-320/9               | Pod lipami ul. 21 Standort KG: Liptovský Hrádok Konskr.Nr.: 82      | radový                                       | Reihenhaus                                                         | č. NKP: 505-320/9 Stand des NKP: 2012-02-08 Name: DOM DEPUTÁTNY             |
| ja   | Datei hochladen | Deputatshaus(sk) ObjektID: 505-320/10              | Pod lipami ul. 23 Standort KG: Liptovský Hrádok Konskr.Nr.: 83      | radový;dom dr.Alberta Škarvana               | Reihenhaus, Haus Dr. Alberta Skarvana                              | č. NKP: 505-320/10 Stand des NKP: 2012-02-08 Name: DOM DEPUTÁTNY            |
|      | Datei hochladen | Deputatshaus(sk) ObjektID: 505-320/11              | Pod lipami ul. 16 KG: Liptovský Hrádok Konskr.Nr.: 105              | solitér;domov sociálnych služieb             | Haus der Sozialdienste                                             | č. NKP: 505-320/11 Stand des NKP: 2012-02-08 Name: DOM DEPUTÁTNY            |
|      | Datei hochladen | Deputatshaus(sk) ObjektID: 505-320/12              | Pod lipami ul. 14 KG: Liptovský Hrádok Konskr.Nr.: 106              | solitér                                      |                                                                    | č. NKP: 505-320/12 Stand des NKP: 2012-02-08 Name: DOM DEPUTÁTNY            |
| ja   | Datei hochladen | Deputatshaus(sk) ObjektID: 505-320/13              | Pod lipami ul. 12 Standort KG: Liptovský Hrádok Konskr.Nr.: 107,861 | solitér                                      |                                                                    | č. NKP: 505-320/13 Stand des NKP: 2012-02-08 Name: DOM DEPUTÁTNY            |
| ja   | Datei hochladen | Allee(sk) ObjektID: 505-320/14                     | Pod lipami ul. 0 Standort KG: Liptovský Hrádok Konskr.Nr.:          | lipová                                       |                                                                    | č. NKP: 505-320/14 Stand des NKP: 2012-02-08 Name: ALEJA                    |
| ja   | Datei hochladen | Gedenkhaus(sk) ObjektID: 505-385/1                 | SNP ul. 7 Standort KG: Liptovský Hrádok Konskr.Nr.: 138             | revolučný NV;sporiteľňa                      | Gebäude des revolutionäres Nationalkomitee (1944), heute Sparkasse | č. NKP: 505-385/1 Stand des NKP: 2012-02-08 Name: DOM PAMÄTNÝ               |
| ja   | Datei hochladen | Gedenktafel(sk) ObjektID: 505-385/2                | SNP ul. 7 Standort KG: Liptovský Hrádok Konskr.Nr.: 138             | revolučný NV                                 | revolutionäre Nationalkomitee (1944)                               | č. NKP: 505-385/2 Stand des NKP: 2012-02-08 Name: TABUĽA PAMÄTNÁ            |

## Legende
Die Tabelle enthält im Einzelnen folgende Informationen:
| Foto:                    | Fotografie des Denkmals. |
| Denkmal / č. ÚZPF:       | Die Übersetzung der Bezeichnung des Denkmals, wie sie vom Slowakischen Denkmalamt (Pamiatkový úrad Slovenskej republiky) verwendet wird. Die Originalbezeichnung ist unter dem Fragezeichen angegeben. Fehlt die Übersetzung, so wird die Originalbezeichnung direkt angezeigt. Weiters ist die Objekt-Identifikationsnummer (Objekt ID) angeführt. Sie ist die offizielle, in der Slowakei eindeutige Nummer č. ÚZPF inklusive der zugehörigen Zählnummer, wie sie in den Daten des Denkmalamtes angegeben wird. Da diese nur innerhalb eines Landkreises gezählt wird, ist dessen Nummer der Denkmalnummer vorangestellt. |
| Standort:                | Wenn in der Liste vorhanden, ist die Adresse angegeben. In Klammern kann sich noch eine zusätzliche Adresse befinden, wenn es beispielsweise ein Eckhaus ist. Bei freistehenden Objekten ohne Adresse (zum Beispiel bei Bildstöcken) ist eine Adresse angegeben, die in der Nähe des Objekts liegt. Durch Aufruf des Links Standort wird die Lage des Denkmals in verschiedenen Kartenprojekten angezeigt. Darunter sind die Katastralgemeinde (KG) und, wenn vorhanden, die Konskriptionsnummer (Konskr. Nr.) angegeben.                                                                                                   |
| Offizielle Beschreibung: | Es ist die Kurzbeschreibung auf Slowakisch, wie sie in den offiziellen Listen angegeben ist, eingetragen. |
| Beschreibung:            | Kurze Angaben zum Denkmal auf Deutsch. |
| Metadaten:               | Zusätzlich werden, wenn in den persönlichen Einstellungen das Helferlein Dauerhaftes Einblenden von Metadaten aktiviert ist, ebensolche angezeigt. |

- Karte mit allen Koordinaten:
- OSM |
- WikiMap